# 红山长城采石场遗址
红山长城采石场遗址，位于中国河北省秦皇岛市燕窝庄村，为秦皇岛市卢龙县的一个省级文物保护单位，类型为古遗址，公布时间为1993年7月15日。
红山长城采石场遗址的历史年代为明代。